# フランティック
『フランティック』（Frantic）は、1988年制作のアメリカ映画。パリを舞台に、失踪した妻を追う男を描いたサスペンス映画。タイトルの Frantic は「パニックに陥った」「混乱した」と言った意味。

## ストーリー
学会に出席するため、妻サンドラと共にパリを訪れたリチャード・ウォーカー医師。彼に用事のある電話がきたがシャワーを浴びていて、代わりにサンドラが出向くが、消息が不明となってしまう。
どうやら、空港でスーツケースを間違えた事が発端のようだ。

## キャスト
| 役名                   | 俳優                         | 日本語吹替                             | 日本語吹替                                    | 日本語吹替                                     | 日本語吹替                                          |
| 役名                   | 俳優                         | 機内上映版                             | ソフト版                                      | TBS版                                          | テレビ朝日版                                        |
| ---------------------- | ---------------------------- | -------------------------------------- | --------------------------------------------- | ---------------------------------------------- | --------------------------------------------------- |
| リチャード・ウォーカー | ハリソン・フォード           | 仲村秀生                               | 有川博                                        | 津嘉山正種                                     | 磯部勉                                              |
| ミシェル               | エマニュエル・セニエ         | 高島雅羅                               | 平野文                                        | 高島雅羅                                       | 深見梨加                                            |
| サンドラ・ウォーカー   | ベティ・バックリー           | 前田敏子                               | 吉田理保子                                    | 弥永和子                                       | 一柳みる                                            |
| ウィリアムズ           | ジョン・マホーニー           | 北村弘一                               | 阪脩                                          | 原田一夫                                       | 幹本雄之                                            |
| シャップ               | ジミー・レイ・ウィークス     | 嶋俊介                                 | 村松康雄                                      | 有本欽隆                                       | 増岡弘                                              |
| ガイヤール             | ジェラール・クライン         | 小島敏彦                               | 江原正士                                      | 高宮俊介                                       | 神谷和夫                                            |
| パスカル               | パトリス・メレネク           |                                        | 池田勝                                        | 筈見純                                         | 谷口節                                              |
| 刑事                   | イヴ・レニエ                 |                                        | 朝戸鉄也                                      | 若本規夫                                       | 山野史人                                            |
| 警察事務員             | リシャール・デュー           |                                        |                                               | 福田信昭                                       | 大塚芳忠                                            |
| 飲んだくれ             | ドミニク・ピノン             | 沢木郁也                               | 西川幾雄                                      | 伊井篤史                                       | 麦人                                                |
| オースティン           | ジャック・シロン             |                                        | 阪脩                                          | 峰恵研                                         | 細井重之                                            |
| ケサム                 | ヨルゴ・ボヤジス             |                                        | 池田勝                                        | 小島敏彦                                       | 上田敏也                                            |
| 革ジャンの男           | パトリック・フラールシェン   | 塚田正昭                               | 千田光男                                      | 福田信昭                                       | 伊藤和晃                                            |
| ツイードジャケットの男 | マルセル・ブリュワル         | 島香裕                                 | 小島敏彦                                      | 島香裕                                         | 水野龍司                                            |
| ピーター               | デヴィッド・ハドルストン     | 村松康雄                               | 稲葉実                                        | 島香裕                                         |                                                     |
| エディ                 | アレクサンドラ・スチュワルト | 山田礼子                               | さとうあい                                    | 竹口安芸子                                     | 火野カチコ                                          |
| ラスタファリアン       | トーマス・M・ポラード        |                                        | 広瀬正志                                      | 牛山茂                                         | 小形満                                              |
| ジャック               | アルトゥ・ドゥ・ペンゲルン   |                                        | 小野健一                                      | 牛山茂                                         | 柴田耕太郎                                          |
| 役不明又はその他       |                              |                                        | 滝沢久美子                                    | 柴田耕太郎 好村俊子 亀井芳子 菊地毅 喜田あゆみ | 引田有美 中博史 秋元羊介 岡村明美 鈴木勝美 大橋世津 |
|                        |                              |                                        |                                               |                                                |                                                     |
| 翻訳                   |                              | 平田勝茂                               | 進藤光太                                      | 平田勝茂                                       | 武満眞樹                                            |
| 演出                   |                              | 山田悦司                               | 田島荘三                                      | 蕨南勝之                                       | 蕨南勝之                                            |
| 調整                   |                              |                                        |                                               |                                                | 高久孝雄                                            |
| 効果                   |                              |                                        |                                               |                                                | リレーション                                        |
| 録音                   |                              |                                        | トランスグローバル スタジオ アオイスタジオ    |                                                |                                                     |
| プロデューサー         |                              |                                        | 小川政弘                                      | 上田正人                                       | 圓井一夫                                            |
| 制作                   |                              | 東北新社                               | ワーナー・ ホーム・ビデオ トランス グローバル | 東北新社 TBS                                   | 東北新社                                            |
| 初回放送               |                              | 2025年8月17日 『BS10スターチャンネル』 |                                               | 1991年5月15日 『水曜ロードショー』             | 1994年3月13日 『日曜洋画劇場』                      |

※TBS版について、『TeLePALテレパル東版 1991年5/24号』（1991年5月11日発刊）の番組紹介欄には声の出演が村井国夫（他作品でハリソン・フォードの吹替を数多く担当）との記載があるが、収録時の前後で村井から津嘉山へとキャスト交代が行われたことによるものか、誤表記によるものかは不明である。

## 日本語字幕
菊地浩司